# Zaurbek Pliev
Zaurbek Igorevič Pliev (in russo Заурбек Игоревич Плиев?; Vladikavkaz, 27 settembre 1991) è un calciatore russo, difensore o centrocampista del Rotor.

## Caratteristiche tecniche
Terzino sinistro, può giocare come mediano o come esterno destro.